# Bradley Cooper
Bradley Charles Cooper, född 5 januari 1975 i Philadelphia i Pennsylvania, är en amerikansk skådespelare, filmproducent och sångare.
Cooper uppmärksammades för sin roll som Will Tippin i TV-serien Alias (2001–2006). Han har därefter dykt upp i mindre roller i långfilmer som Wedding Crashers (2005), Yes Man (2008) och Dumpa honom! (2009). Han fick en egen TV-serie vid namn Kitchen Confidential 2005, men den lades ner efter 13 avsnitt. Hans riktiga genombrott skedde när han fick rollen som Phil Wenneck i Baksmällan (2009), och dess uppföljare. Andra noterbara roller som han fick efteråt var i The A-Team (2010), Limitless (2011) och som Rocket i Guardians of the Galaxy (2014). 
Cooper har tre gånger blivit nominerad till Oscar för sina roller som Pat Jr. i Du gör mig galen! (2012), Richie DiMaso i American Hustle (2013) och som prickskytten Chris Kyle i American Sniper (2014). Som producent för American Sniper var han också nominerad till en Oscar för Bästa film. 

## Biografi

### Bakgrund
Cooper har studerat vid Georgetown University och avlade en kandidatexamen (B.A.) i engelska 1997. Han tillbringande en utbytestermin i Aix-en-Provence i Frankrike, vilket gjorde att han talar franska flytande. Cooper började på utbildningen Master of Fine Arts på The New School år 2000. 

### Karriär
Hans karriär startade 1999 med en gäst-roll i TV-serien Sex and the City. Han gjorde sin debut som filmskådespelare två år senare i komedin Wet Hot American Summer. Mer brett erkännande fick han när han spelade Will Tippin i spion-TV-serien Alias (2001-2006), och hade en mindre framgång med en biroll i filmkomedin Wedding Crashers' (2005). Hans genombrottsroll var 2009 i filmen Baksmällan som hade stor framgång både bland kritiker och kommersiellt och fick två uppföljare, 2011 och 2013. Coopers porträtt av en kämpande författare i thrillern Limitless (2011) och som nybakad polis i kriminaldramat The Place Beyond the Pines (2012) rosades av kritikerna.
Cooper hade ännu större framgång med den romantiska komedin Silver Linings Playbook (2012), den komiska kriminalaren American Hustle (2013) och den biografiska krigsfilmen American Sniper (2014), vilken han också var producent för. Han blev Oscars-nominerad för alla dessa tre filmer, vilket gjorde att han blev en av endast tio skådespelare som nominerats till Oscar tre år i rad. År 2014 porträtterade han Joseph Merrick i The Elephant Man i en nyuppsättning på Broadway. Samma år gjorde han också rösten till Rocket (en tvättbjörn) i filmen Guardians of the Galaxy. År 2018 regisserade Cooper en film för första gången. Det var det romantiska musik-dramat A Star Is Born, där han också hade en av huvudrollerna. Han bidrog också till manusförfattandet, produktionen och ljudspåret, som nådde högsta positionen på Billboard 200. Ledmusiken till filmen, Shallow toppade listorna i sju länder.
År 2018 regidebuterade han med långfilmen A Star Is Born, i vilken han själv spelade huvudrollen mot Lady Gaga. Filmen hade premiär i oktober 2018 och mötte goda recensioner. Första singeln från filmens soundtrack blev Shallow, som är en duett mellan Gaga och Cooper som släpptes den 27 september 2018. Låten blev en listetta i bland annat USA, Kanada, Australien och Storbritannien.

### Erkännande
Cooper har nominerats till många utmärkelser, inklusive fyra Academy Awards, två Grammy Awards och en Tony Award. Cooper har varit med i listan Forbes  Celebrity 100 två gånger och fanns med på Times lista med de 100 mest inflytelserika personerna i världen 2015. Hans filmer har dragit in 7,8 miljarder dollar totalt och i tre år har han identifierats som en av världens högst betalade skådespelare.

### Privatliv
Cooper har avstått från alkohol sedan han var 29 år gammal, eftersom han anser att alkoholdrickande skulle förstöra hans liv. Han har sagt att tidigt i hans karriär, när han var aktuell i Alias fick hans intag av beroendeframkallande substanser  honom att bli självmordsbenägen.
Han gifte sig med skådespelerskan Jennifer Esposito 2006, som ansökte om skilsmässa 2007. Från april 2015 hade han ett förhållande med den ryska modellen Irina Shayk, och tillsammans har de en dotter född 2017.
Han stödjer flera organisationer som bekämpar cancer.

## Filmografi
- 1999 – Sex and the City, avsnitt They Shoot Single People, Don't They? (gästroll i TV-serie)
- 2001–2006 – Alias (TV-serie)
- 2002 – My Little Eye – Travis Patterson
- 2005–2006 – Kitchen Confidential (TV-serie)
- 2005 – Wedding Crashers – Zachary "Sack" Lodge
- 2006 – Hemma bäst – Demo
- 2008 – The Rocker
- 2008 – The Midnight Meat Train
- 2008 – New York, I Love You
- 2008 – Yes Man – Peter
- 2009 – Dumpa honom! – Ben Gunders
- 2009 – Baksmällan – Phil Wenneck
- 2009 – Case 39
- 2009 – Valentine's Day – Holden Bristow
- 2009 – All About Steve – Steve
- 2010 – The A-Team – löjtnant Templeton "Face" Peck
- 2011 – Limitless – Eddie Morra (även produktion)
- 2011 – Baksmällan del II – Phil Wenneck
- 2012 – The Words (även produktion)
- 2012 – The Place Beyond The Pines
- 2012 – Du gör mig galen! – Patrick "Pat" Solatano, Jr. (även produktion)
- 2013 – Baksmällan del III – Phil Wenneck
- 2013 – American Hustle – Richie DiMaso (även produktion)
- 2014 – Guardians of the Galaxy – Rocket Raccoon (röst)
- 2014 – Serena – George Pemberton
- 2014 – American Sniper – Chris Kyle (även produktion)
- 2015 – Aloha – Brian Gilcrest
- 2015 – Bränd – Adam Jones
- 2015 – Joy – Neil Walker
- 2015–2016 Limitless – Eddie Morra (gästroll i TV-serie)
- 2016 – 10 Cloverfield Lane – Ben (röst)
- 2016 – War Dogs – Henry Girard (även produktion)
- 2017 – Guardians of the Galaxy Vol. 2 – Rocket Raccoon (röst)
- 2018 – Avengers: Infinity War – Rocket Raccoon (röst)
- 2018 – A Star Is Born – Jackson "Jack" Maine (även regi, manus och produktion)
- 2018 – The Mule – Colin Bates
- 2019 – Avengers: Endgame – Rocket Raccoon (röst)
- 2019 – Joker (endast produktion)
- 2021 – Licorice Pizza – Jon Peters
- 2021 – Nightmare Alley – Stanton "Stan" Carlisle (även produktion)
- 2022 – Thor: Love and Thunder – Rocket Raccoon (röst)
- 2022 – I Am Groot – Rocket Raccoon (röst)
- 2022 – The Guardians of the Galaxy Holiday Special – Rocket Raccoon (röst)
- 2023 – Guardians of the Galaxy Vol. 3 – Rocket Raccoon (röst)